# Шпигун, Лилия Константиновна
Лилия Константиновна Шпигун (род. 14 октября 1946 года) — учёный-химик, лауреат премии имени В. А. Коптюга.

## Биография
Родилась 14 октября 1946 года.
В 1970 году с отличием окончила химический факультет МГУ. В 1973 году там же окончила аспирантуру и защитила кандидатскую диссертацию «Полярографическое изучение каталитических токов водорода в присутствии комплексных соединений некоторых переходных элементов с диоксимами».
В 1998 году — защитила докторскую диссертацию, тема: «Проточно-инжекционный анализ природных вод: определение микроэлементов». В 2003 году утверждена в ученом звании профессора.
С 2005 года — заведующая лабораторией проблем аналитической химии Института общей и неорганической химии имени Н. С. Курнакова РАН, член бюро Научного совета по аналитической химии (НСАХ).
Был замужем за химиком О. А. Шпигуном; сын Кирилл (род. 1970) — банкир.

## Научная деятельность
Область научных интересов: проточно-инжекционные методы анализа объектов окружающей среды, медицины и промышленности; электрохимические сенсоры и химически модифицированные электроды, аналитическая химия океана.
Получила большой объём экспериментальных данных по применению ПИА при изучении химического состава атмосферных осадков и морских вод.
Разработала высокоэффективные методики проточно-инжекционного определения ряда биогенных и антропогенных неорганических микрокомпонентов в морских водах c улучшенными метрологическими характеристиками и показаны возможности их применения для выполнения экспресс-анализов воды непосредственно на борту судна.
Автор более 200 научных работ, в том числе 4 книг и 9 изобретений.
Входит в состав бюро научного совета РАН по аналитической химии и редакционной коллегии «Журнала аналитической химии».
Является заместителем председателя диссертационных советов при ИОНХ им. Н. С. Курнакова РАН и членом диссертационного совета при Российском химико-технологическом университете имени Д. И. Менделеева.

## Награды
Премия имени В. А. Коптюга (за 2014 год, совместно с Ю. А. Золотовым, Г. И. Цизиным) — за цикл работ «Разработка общей методологии контроля химического состава объектов окружающей среды и создание комплекса высокочувствительных методов анализа воды»